# PRR4
PRR4‏ (Proline rich 4) هوَ بروتين يُشَفر بواسطة جين PRR4 في الإنسان.